# 西条満 (スーツアクター)
西条 満（さいじょう みつる、1950年 - ）は、日本の元俳優、スーツアクター。福岡県出身。

## 人物・エピソード
実兄が東京都新宿区で中華料理店を開業することとなり、その仕事を手伝うために10代のころに上京。客として店に来た芸能プロダクション関係者からスカウトされ、芸能界入りする。
湯浅剣睦会に所属し、『子連れ狼』でスタンド・インや殺陣などを務めた。
アクロバットを取り入れたアクションが特徴だが、バク転やトランポリンなどは現場で簡単な練習をしつつ覚えていった。ただし、西条本人は「鎖骨を何度か折って、左肩に力が入らないので〝器械体操〟的な動きは得意じゃなかった」と述べている。
1971年、『ミラーマン』で主役であるミラーマンのスーツアクターを担当。『ミラーマン』出演は、映画『出所祝い』の撮影中に監督の五社英雄から出演依頼を知らされたのが切っ掛けだという。『ミラーマン』には当初殺陣師は就いていたものの、実際にスーツを着用して殺陣をしないと演技のバランスが取れないということで、後に自身でミラーマンのポーズを考案するようになった。
第36話「怪獣軍団ミラーマンを襲う ―五大宇宙怪獣激斗!―」の撮影中、ロープにぶら下がりながらキックをするシーンでロープが切れてしまいスタジオの壁に激突、その際に腰を強打して入院することになった。見舞いに駆けつけた主演の石田信之によると、ベッドに横たわる姿はかなりやつれており、スーツアクターの仕事が過酷であることを痛感したと述べている。
回復後も引き続いて『ファイヤーマン』『ジャンボーグA』などでもスーツアクターを務めたが、『ミラーマン』が一番思い入れが深いという。
円谷プロダクションの仕事を中心にやっていたころに、期間限定のチームを結成しており、メンバーには湯浅剣睦会の同僚で『ミラーマン』で怪獣役をしていた梅田信一、西条の元マネージャーでジャンボーグAを演じた坂本道治、『ウルトラマンA』でAを演じた武内正治、『ウルトラマンタロウ』でタロウを演じた長沢寛らが所属していた。
その後、芸能界を引退して消息が掴めない状態が続いていたが、石田信之のホームページに西条の息子がアクセスしたことから消息が判明、石田と再会を果たしている。

## 出演作品

### テレビドラマ
- ミラーマン（1971年 - 1972年） - ミラーマン（第1 - 37話）、ミラーマンの父（第49・51話）、インベーダー[5] 役
- ファイヤーマン（1973年） - ファイヤーマン 役
- ジャンボーグA（1973年） - ジャンボーグ9 役
- ウルトラマンタロウ（1973年） -ウルトラマンタロウ役（一部）、 ゾフィー（第18話）[6] 役
- クレクレタコラ（1973年）
- 子連れ狼（1973年 - 1976年） - スタンド・イン、殺陣、柳生烈堂の門弟 役
- 破れ奉行（1977年）（第20・22・26・33・37・38話）

### 映画
- 真剣勝負（1971年、内田吐夢監督）
- 出所祝い（1971年、五社英雄監督）